# José Iborra
José Iborra Blanco (* 12. Juni 1908 in Barcelona; † 17. September 2002 in Mexiko) war ein spanischer Fußballspieler auf der Position des Torwarts, der einer Quelle zufolge in seinem Heimatland Spanien bis 1936 mehr als 500 und später in seiner neuen Heimat Mexiko mehr als 200 Einsätze absolviert haben soll.

## Laufbahn
Iborra spielte für diverse spanische Vereine und wurde für die Saison 1935/36 vom FC Barcelona verpflichtet. Durch den bald einsetzenden Bürgerkrieg kam der Spielbetrieb der spanischen Liga für mehrere Jahre zum Erliegen und Iborra verließ – wie viele andere spanische Fußballer auch – das Land und fand eine neue Heimat in Mexiko. Dort kam er während der Amateurepoche beim in Mexiko-Stadt beheimateten „spanischen“ Verein Real Club España unter und erhielt 1944 unmittelbar nach der Gründung des Puebla FC von diesem Verein einen Vertrag für die ein Jahr zuvor eingeführte mexikanische Profiliga. In der Saison 1944/45 gewann Iborra mit den Camoteros den mexikanischen Pokalwettbewerb.

## Erfolge
- Mexikanischer Pokalsieger: 1945